# Jean II Makoun
Jean II Makoun, né le 29 mai 1983 à Yaoundé, est un footballeur international camerounais qui évolue au poste de milieu de terrain.
Il est également de nationalité française.

## Biographie

### Formation au Cameroun
Jean II Makoun fait tout son parcours junior au  sein des Jeunesse Stars, centre de formation pour jeunes footballeurs de Yaoundé. Il part ensuite jouer avec les cadets de Minuh, toujours à Yaoundé.
En 1997, à l'âge de 14 ans, le joueur rejoint l’effectif du Cotonsport Garoua, récent vainqueur du super championnat national.
En 1999, il participe à la phase finale de la CAN des moins de 17 ans en Guinée-Conakry. À cette occasion, il est repéré par Joseph-Antoine Bell qui le contacte et lui propose de faire des essais en Europe. Il commence par le Lille OSC qui se montre immédiatement intéressé et lui fait signer un contrat.

### Lille OSC
Il retourne alors au Cameroun pour obtenir un visa long séjour auprès de l'ambassade de France, mais celle-ci mettra quasiment un an à le lui délivrer, rejetant une première fois son dossier. Durant cette période, Jean II est sous contrat avec Lille, mais est contraint de demeurer au Cameroun. Cependant le joueur garde d'étroits contacts avec le LOSC durant cette période qui l'assure de son soutien.
C'est finalement fin 2000 qu'il obtient son visa lui permettant de rejoindre le LOSC et son groupe de CFA.
Makoun joue son premier match en Ligue 1 le 2 novembre 2002, contre le SC Bastia. Durant six saisons, il s'impose au sein de l'effectif lillois. Sous la houlette de l'entraîneur Claude Puel, il devient un pilier incontournable du milieu de terrain, disputant à deux reprises la Ligue des champions.

### Olympique lyonnais

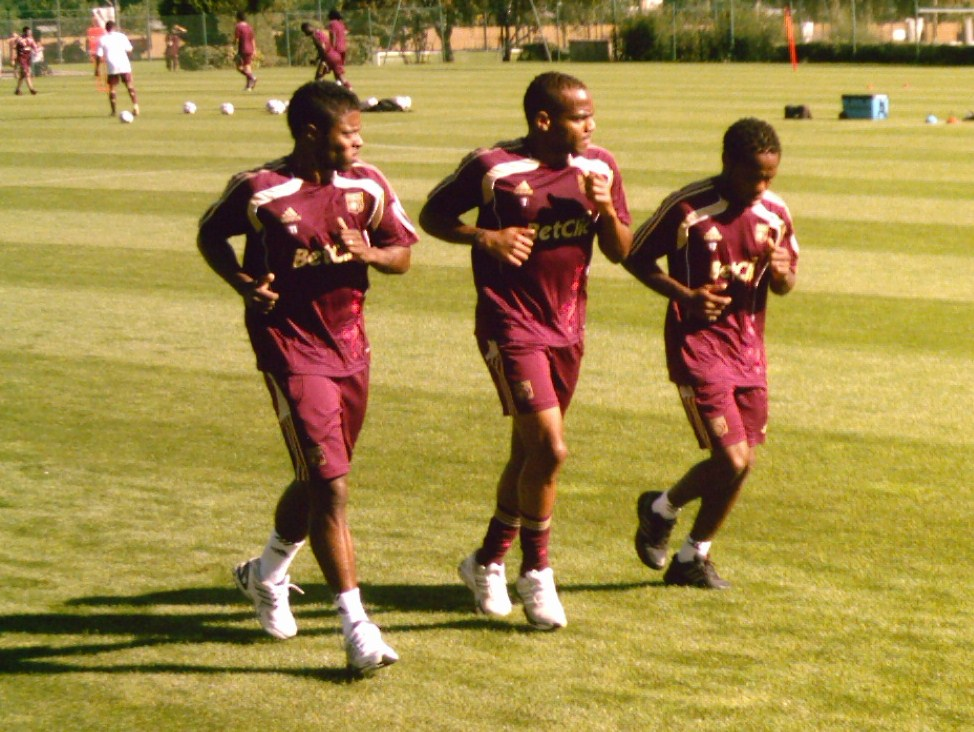
Jean II Makoun (à droite) à l'entrainement en 2010.

Makoun signe officiellement à l'Olympique lyonnais le 16 juin 2008 pour une durée de quatre ans, et pour un montant de 14 millions d'euros (assorti d'un bonus d'un million),. Sur son nouveau maillot est inscrit le numéro 17, en hommage à son compatriote Marc-Vivien Foé, décédé tragiquement quelques années plus tôt sur la pelouse de Gerland.
Lors de la saison 2008-2009, Jean II Makoun devient rapidement titulaire au milieu de terrain aux côtés de Jérémy Toulalan et Juninho. Dès son premier match en Ligue 1, il inscrit son premier but avec l'OL le 10 août 2008, face à Toulouse.
Sa deuxième saison à Lyon commence plus difficilement : souvent inconstant dans l'entrejeu lyonnais, Makoun est la cible de nombreuses critiques de la part des supporters lyonnais. Néanmoins, le 16 février 2010, il inscrit le but de la victoire contre le Real Madrid, à l'occasion du match aller des huitièmes de finale de la Ligue des champions.

### Aston Villa, puis prêts à l'Olympiakos et au Stade rennais
Le 12 janvier 2011, alors que son contrat avec Lyon courait jusqu'en juin 2012, Jean II Makoun signe un contrat de 3 ans et demi avec Aston Villa. Le montant n'a pas été révélé mais la presse annonce 6 millions d'euros + 3 millions en bonus. Il se blesse à la cuisse et ne joue que 7 rencontres en championnat.
Le 29 août 2011, il est prêté à l'Olympiakos pour une durée d'un an. L'indemnité de prêt s'élève à 1,5 million d'euros et le club grec a la possibilité d'acquérir définitivement le joueur pour un montant de 4 millions d'euros.
Le 24 août 2012, il est prêté pour une saison avec option d'achat au Stade rennais FC. Il inscrit son premier but sous le maillot rennais le 20 octobre 2012 contre le Montpellier Hérault Sport Club.

### Stade rennais FC
Le 31 mars 2013, le Stade rennais FC annonce avoir levé son option d'achat sur le reste du contrat liant Makoun à Aston Villa. Le joueur signe un contrat de deux ans avec le club breton. Il participe à 67 matchs lors de ses deux premières saisons avec le SRFC avant d'être écarté par Philippe Montanier lors de la saison 2014-2015, au cours de laquelle il ne joue que 62 minutes.

### Antalyaspor
Le 21 août 2015, il signe en faveur d'Antalyaspor.

### Merit Alsancak Yeşilova SK
En octobre 2018, il s'engage avec le club chypriote tr:Alsancak Yeşilova SK.

### Sélection camerounaise
Le 19 novembre 2003, Makoun honore sa première sélection avec la sélection du Cameroun face au Japon (0-0).

## Statistiques
| Saison                | Club                  | Championnat           | Championnat | Championnat | Championnat | Coupe nationale | Coupe nationale | Coupe nationale | Coupe de la Ligue | Coupe de la Ligue | Coupe de la Ligue | Supercoupe | Supercoupe | Supercoupe | Compétition(s) continentale(s) | Compétition(s) continentale(s) | Compétition(s) continentale(s) | Compétition(s) continentale(s) | Cameroun | Cameroun | Cameroun | Total | Total | Total |
| Saison                | Club                  | Division              | M.          | B.          | P.d.        | M.              | B.              | P.d.            | M.                | B.                | P.d.              | M.         | B.         | P.d.       | Comp.                          | M.                             | B.                             | P.d.                           | M.       | B.       | P.d.     | M.    | B.    | P.d.  |
| 2002-2003             | LOSC Lille            | Ligue 1               | 10          | 0           | 0           | 2               | 0               | -               | 2                 | 0                 | -                 | -          | -          | -          | -                              | -                              | -                              | -                              | -        | -        | -        | 14    | 0     | 0     |
| 2003-2004             | LOSC Lille            | Ligue 1               | 32          | 1           | 4           | -               | -               | -               | 2                 | 2                 | -                 | -          | -          | -          | -                              | -                              | -                              | -                              | 5        | 0        | -        | 39    | 3     | 4     |
| 2004-2005             | LOSC Lille            | Ligue 1               | 33          | 0           | 2           | 1               | 0               | -               | 2                 | 1                 | -                 | -          | -          | -          | C3+C4                          | 11                             | 0                              | -                              | 5        | 0        | -        | 52    | 1     | 2     |
| 2005-2006             | LOSC Lille            | Ligue 1               | 31          | 5           | 2           | 1               | 0               | -               | 2                 | 0                 | -                 | -          | -          | -          | C1+C3                          | 9                              | 0                              | -                              | 7        | 0        | -        | 50    | 5     | 2     |
| 2006-2007             | LOSC Lille            | Ligue 1               | 33          | 1           | 4           | 2               | 0               | -               | -                 | -                 | -                 | -          | -          | -          | C1                             | 10                             | 1                              | 0                              | 5        | 0        | -        | 50    | 2     | 4     |
| 2007-2008             | LOSC Lille            | Ligue 1               | 26          | 2           | 3           | 1               | 0               | -               | -                 | -                 | -                 | -          | -          | -          | -                              | -                              | -                              | -                              | 9        | 0        | -        | 36    | 2     | 3     |
| Sous-total            | Sous-total            | Sous-total            | 165         | 9           | 15          | 7               | 0               | -               | 8                 | 3                 | -                 | -          | -          | -          | -                              | 39                             | 1                              | 0                              | 31       | 0        | -        | 250   | 13    | 15    |
| 2008-2009             | Olympique lyonnais    | Ligue 1               | 35          | 6           | 1           | 2               | 1               | -               | 1                 | 0                 | -                 | 1          | 0          | 0          | C1                             | 8                              | 2                              | 1                              | 6        | 1        | -        | 53    | 10    | 2     |
| 2009-2010             | Olympique lyonnais    | Ligue 1               | 28          | 1           | 2           | -               | -               | -               | -                 | -                 | -                 | -          | -          | -          | C1                             | 13                             | 1                              | 1                              | 17       | 2        | -        | 58    | 4     | 3     |
| 2010-2011             | Olympique lyonnais    | Ligue 1               | 13          | 1           | 2           | 1               | 0               | 0               | -                 | -                 | -                 | -          | -          | -          | C1                             | 3                              | 0                              | 0                              | 2        | 0        | -        | 19    | 1     | 2     |
| Sous-total            | Sous-total            | Sous-total            | 76          | 8           | 5           | 3               | 1               | 0               | 1                 | 0                 | -                 | 1          | 0          | 0          | -                              | 24                             | 3                              | 2                              | 25       | 3        | -        | 130   | 15    | 7     |
| 2010-2011             | Aston Villa FC        | PL                    | 7           | 0           | 0           | -               | -               | -               | -                 | -                 | -                 | -          | -          | -          | -                              | -                              | -                              | -                              | -        | -        | -        | 7     | 0     | 0     |
| 2011-2012             | Aston Villa FC        | PL                    | 0           | 0           | 0           | -               | -               | -               | 1                 | 0                 | 0                 | -          | -          | -          | -                              | -                              | -                              | -                              | -        | -        | -        | 1     | 0     | 0     |
| Sous-total            | Sous-total            | Sous-total            | 7           | 0           | 0           | -               | -               | -               | 1                 | 0                 | 0                 | -          | -          | -          | -                              | -                              | -                              | -                              | -        | -        | -        | 8     | 0     | 0     |
| 2011-2012             | Olympiakos (prêt)     | D1                    | 19          | 2           | 2           | 4               | 0               | 0               | -                 | -                 | -                 | -          | -          | -          | C1+C3                          | 7                              | 0                              | 0                              | 2        | 0        | -        | 32    | 2     | 2     |
| 2012-2013             | Stade rennais (prêt)  | Ligue 1               | 28          | 2           | 1           | -               | -               | -               | 4                 | 0                 | 1                 | -          | -          | -          | -                              | -                              | -                              | -                              | 5        | 0        | 1        | 37    | 2     | 3     |
| 2013-2014             | Stade rennais         | Ligue 1               | 30          | 1           | 3           | 4               | 1               | 1               | 1                 | 0                 | 0                 | -          | -          | -          | -                              | -                              | -                              | -                              | 5        | 2        | 2        | 40    | 4     | 6     |
| 2014-2015             | Stade rennais         | Ligue 1               | 1           | 0           | 0           | -               | -               | -               | -                 | -                 | -                 | -          | -          | -          | -                              | -                              | -                              | -                              | -        | -        | -        | 1     | 0     | 0     |
| Sous-total            | Sous-total            | Sous-total            | 59          | 3           | 4           | 4               | 1               | 1               | 4                 | 0                 | 1                 | -          | -          | -          | -                              | -                              | -                              | -                              | 10       | 2        | 3        | 77    | 6     | 9     |
| 2015-2016             | Antalyaspor           | D1                    | 25          | 3           | 5           | 6               | 0               | 0               | -                 | -                 | -                 | -          | -          | -          | -                              | -                              | -                              | -                              | -        | -        | -        | 31    | 3     | 5     |
| 2016-2017             | Antalyaspor           | D1                    | 8           | 1           | 3           | 1               | 0               | 0               | -                 | -                 | -                 | -          | -          | -          | -                              | -                              | -                              | -                              | -        | -        | -        | 9     | 1     | 3     |
| Sous-total            | Sous-total            | Sous-total            | 33          | 4           | 8           | 7               | 0               | 0               | -                 | -                 | -                 | -          | -          | -          | -                              | -                              | -                              | -                              | -        | -        | -        | 40    | 4     | 8     |
| Total sur la carrière | Total sur la carrière | Total sur la carrière | 359         | 26          | 34          | 25              | 2               | 1               | 15                | 3                 | 1                 | 1          | 0          | 0          | -                              | 61                             | 4                              | 2                              | 68       | 5        | 3        | 529   | 40    | 41    |

## Palmarès

### En club
- Champion de Grèce en 2012 avec l'Olympiakos
- Vainqueur de la Coupe de Grèce en 2012 avec l'Olympiakos
- Vainqueur de la Coupe Intertoto en 2004 avec le Lille OSC
- Vice-champion de France en 2005 avec le Lille OSC et en 2010 avec l'Olympique lyonnais

### En équipe du Cameroun
- 68 sélections et 10 buts entre 2003 et 2014
- Participation à la Coupe d'Afrique des Nations en 2004 (1/4 de finaliste), en 2006 (1/4 de finaliste) et en 2008 (Finaliste)
- Participation à la Coupe du Monde en 2010 (Premier Tour) et en 2014 (Premier Tour)

### Distinction personnelle
- Élu meilleur joueur de la Coupe d'Afrique des Nations des moins de 17 ans en 1999

## Vie privée
Le prénom de son père étant également Jean, il impose le chiffre romain "II" après le sien afin de se différencier comme le veut la tradition chez les Bassa, son ethnie d'origine. Il a six frères et quatre sœurs.